# Törbel
Törbel is een gemeente en plaats in het Zwitserse kanton Wallis, en maakt deel uit van het district Visp.
Törbel telt 476 inwoners.
Vanuit Törbel loopt een weg over de Moosalp richting Bürchen. Deze weg is alleen 's zomers geopend.
's Winters gaat wel een vrij lange sleeplift richting de Augstbordhorn. Dan is Bürchen wel weer skiënd te bereiken.